# Fattore sigma
Il fattore sigma σ è un fattore d'inizio della sintesi dell'RNA che si lega all'RNA polimerasi procariotica, permettendole di legarsi in maniera specifica solo ai promotori. Questo perché da sola, l'RNA polimerasi si legherebbe indistintamente, in qualsiasi punto del gene, trascrivendone solo una parte. Il fattore σ, infatti, possiede due domini: uno che lega il DNA e l'altro che si ancora all'RNA polimerasi, reclutandola sul promotore.
Nei procarioti sono stati individuati diversi fattori σ, che permettono di variare l'espressione genica a seconda delle condizioni ambientali:
- σ70 : usato in condizioni normali per trascrivere la maggior parte dei geni;
- σS : utilizzato quando la cellula è in condizioni di stress;
- σ32 : utilizzato in condizioni di shock termico; permette la trascrizione di geni che codificano per proteine che proteggono la cellula da alte e basse temperature;
- σE : utilizzato in condizioni di shock termico;
- σ54 : utilizzato quando nella cellula si ha una carenza d'azoto;
- σ28 (σF) : utilizzato per l'espressione dell'operone dei flagelli.

Il fattore principale è appunto il fattore σ70, che riconosce i promotori costituiti da due sequenze conservate poste a 10 e 35 paia di basi, a monte del sito d'inizio della trascrizione; dunque queste sequenze sono note come elementi -10 e -35 e sono separati da una sequenza spaziatrice di 17-19 nucleotidi. Esistono anche promotori che non hanno l'elemento -35, ma in compenso, presentano l'elemento -10 esteso.
Il fattore σ70 è costituito da quattro regioni, di cui la 2 e la 4 riconoscono rispettivamente gli elementi -10 e -35 e la regione 3 si lega all'elemento -10 esteso, qualora presente.
Il fattore sigma e l'RNA polimerasi (che da sola è chiamata apoenzima), costituiscono l'oloenzima, che interagisce con il DNA fino a incontrare il promotore, dove inizia la sintesi dell'RNA. Una volta che l'oloenzima ha trascritto 10 nucleotidi, si dice che sia evaso dal promotore; il fattore sigma, quindi, si stacca e può essere usato da un nuovo apoenzima, pronto per una nuova trascrizione.